# Zapping (télévision)
Cet article concerne le zapping en tant que type d'émission de télévision. Pour l'émission diffusée sur Canal +, voir Le Zapping.

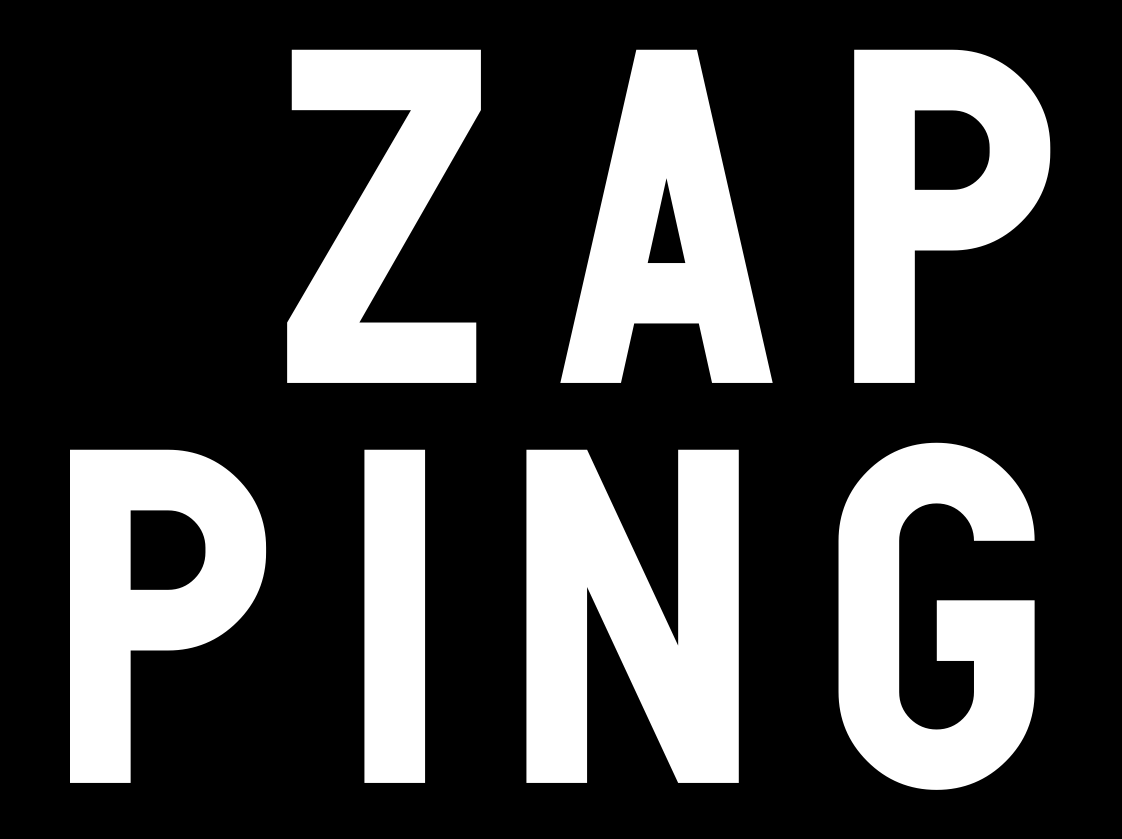
Le Zapping.

Un zapping est un type d'émission de divertissement proposant un condensé des moments les plus marquants.

## Historique

### En France
Le concept du zapping est apparu pour la première fois en France en 1989 sur une idée théorisée par Michel Denisot. Surnommé Le Zapping, l'objectif de ce programme était de résumer en trois minutes les moments les plus marquants d'une journée de télévision à travers divers extraits d'émissions. Pour Jean-Marie Durant, il s'agit d'une « sorte de résumé attrape-tout, où le spectaculaire le dispute au futile, l’événementiel au superficiel, le dérapage au bavardage. ».
Le succès de ce programme est tel que La Nuit du zapping, un évènement annuel consistant en la diffusion devant un public d'un grand zapping d'environ six heures, est organisée à partir de 1996 sur l'initiative de l'association Solidarité sida. Les profits sont redistribués à l'aide aux personnes touchées par le sida, pour moitié en France et pour moitié à l'étranger. L'événement a tiré sa révérence en 2006.
Aujourd'hui, nombre d’émissions reprennent le concept du zapping, qui s’étend souvent au meilleur du web, c'est-à-dire un condensé de nombreux moments de stupéfaction ou d’amusement parmi les vidéos disponibles sur internet. Ces émissions sont principalement diffusées sur les chaînes D17 et CStar (Le Zap) depuis le 12 octobre 2012 et rediffusé sur C8, W9 (À mourir de rire, Le Grand Bêtisier), C8 (Il existe Le Zap de l'Été sur C8) et d'autres généralistes diffusées sur les réseaux satellite et ADSL.

### Dans les autres pays
Le concept de cette émission a existé également en Allemagne, sous le nom de Zapping (de) entre 1993 et 2006. La déclinaison polonaise de Canal+ possède, quant à elle depuis septembre 1997, sa propre version du Zapping sous le nom de Łapu Capu.